# Slaget vid Mook
Slaget vid Mook eller Slaget på Mookerheyde, den 14 april 1574, var ett slag under spansk-nederländska kriget där Spanien besegrade Nederländerna. En av ledarna för frihetskampen, Ludvig av Nassau, yngre bror till Vilhelm I av Oranien, stupade.